# Gare de Nanterre-Université
Gare de Nanterre-Université vasútállomás és RER állomás Franciaországban, Nanterre településen.

## Vasútvonalak
Az állomást az alábbi vasútvonalak érintik:
- Párizs-Saint-Lazare–Saint-Germain-en-Laye-vasútvonal
- Nanterre-Université-Sartrouville-vasútvonal

## Kapcsolódó állomások
A vasútállomáshoz az alábbi állomások vannak a legközelebb:
- Gare de Houilles - Carrières-sur-Seine (Gare de Cergy-le-Haut, Transilien line L)
- Gare de Nanterre-Préfecture (Gare de Marne-la-Vallée - Chessy, A RER-vonal)
- Gare de Nanterre-Ville (Gare de Saint-Germain-en-Laye, A RER-vonal)
- Gare de La Garenne-Colombes (Paris Gare Saint-Lazare, Transilien line L)

## Lásd még
- Franciaország vasútállomásainak listája
- A RER állomásainak listája